# Eiffage
Eiffage S.A. er en fransk ingeniør- bygge- og anlægsvirksomhed.
Virksomheden blev etableret i 1992 ved en fusion imellem flere virksomheder: Fougerolle (etableret 1844), Quillery (etableret 1863), Beugnet (etableret 1871) og La Société Auxiliaire d'Entreprises Électriques et de Travaux Public (SAE) (etableret 1924).